# Psychometric geunyeoseok
Psychometric geunyeoseok (사이코메트리 그녀석?, Sa-ikometeuri geunyeoseokLR, titolo internazionale He Is Psychometric) è un drama sudcoreano trasmesso su tvN dall'11 marzo 2019 al 30 aprile 2019.

## Trama
Quando Lee Ahn ha otto anni, nel condominio dove vive viene appiccato un incendio in cui perdono la vita i suoi genitori. In seguito all'incidente, Ahn acquisisce l'abilità psicometrica di vedere, o rivivere, un ricordo intenso di una persona quando vi entra in contatto. Per ridurre al minimo la possibilità di contatto diretto con le altre persone, ha adottato l'abitudine di portare indumenti con maniche lunghe persino d'estate.
A diciassette anni Lee Ahn incontra di nuovo un ragazzo che lo salvò dall'incendio, Kang Seong-mo, anche lui rimasto orfano, che all'inizio è l'unica persona a conoscenza della sua abilità psicometrica. Durante il suo ultimo anno alla scuola superiore Lee Ahn incontra inoltre Yoon Jae-in, una studentessa che cerca di non rivelare parti dolorose del suo passato. I tre, insieme a una collega di Kang Seong-mo, Eun Ji-soo, si uniscono per risolvere un caso che tormenta da sempre le vite di Ahn, Seong-mo e Jae-in.

## Personaggi

### Principali
- Lee Ahn, interpretato da Park Jin-young[2].
Giovane studente che ha acquisito l'abilità di psicometria, che gli permette di vedere le memorie delle persone o degli oggetti che vengono in contatto con la sua pelle. Ha perso i suoi genitori in un incendio scoppiato nel condominio dove vivevano.
- Yoon Jae-in, interpretata da Shin Ye-eun[2].
Giovane studentessa che nasconde un grande segreto riguardante la sua famiglia. Incontra Lee Ahn quando entrambi hanno 19 anni, dopo essersi trasferita nella scuola di lui. Sogna di diventare una procuratrice per riabilitare il nome di suo padre, ma diventa una poliziotta.
- Kang Seong-mo, interpretato da Kim Kwon[5].
Procuratore di un'unità di investigazione speciale. Da ragazzo ha salvato Lee Ahn dall'incendio scoppiato nel loro condominio; diventa poi custode legale e fratello adottivo di Ahn.
- Eun Ji-soo, interpretata da Kim Da-som[4].
Investigatrice dell'unità investigativa speciale di cui fa parte Kang Seong-mo. Spesso chiede aiuto a Lee Ahn per i suoi casi, essendo a conoscenza della sua abilità di psicometria.

### Secondari
- Lee Dae-bong, interpretato da No Jong-hyun[2].
Migliore amico di Lee Ahn e vice presidente della catena di distributori di benzina Dae-bong Nara. Dae-bong e Ahn si conoscono dalle scuole medie, quando Ahn scoprì che l'amico veniva picchiato dal padre, e decise di distruggere la macchina di quest'ultimo.
- Kim So-hyun, interpretata da Go Youn-jung[2].
Compagna di scuola di Ahn, Dae-bong e Jae-in, della quale diventa amica.
- Hong Jung-soo, interpretato da Kim Gi-mu[2].
Insegnante di Ahn, diventato proprietario del ristorante di pollo fritto Magwak Chicken.
- Oh Sook-ja, interpretata da Kim Hyo-jin[3].
Zia di Jae-in. Dopo aver scoperto che il marito la tradiva e aver abortito a causa dello shock, si separa e inizia a prendersi cura di Jae-in come se fosse sua figlia.
- Nam Dae-nam, interpretato da Park Chul-min[3].
Superiore di Jae-in, lavora con lei in una piccola stazione di polizia di quartiere. Si è ritirato in questa stazione dopo aver vissuto la sua intera gioventù come poliziotto, sognando di entrare nella squadra omicidi.
- Hong Su-yeon, interpretata da Sa Kang[4].
Conosciuta come dottoressa Hong, lavora nell'obitorio dove vengono portati i corpi collegati ai casi di cui si occupa Ji-soo. Anche lei conosce le abilità di Ahn e gli permette di usarle per aiutare Ji-soo.
- Lee Seung-yong, interpretata da Chang Ui-soo[4].
Collega di Ji-soo.
- Eun Byung-ho, interpretato da Eom Hyo-seop[6].
Capo della polizia, padre di Ji-soo e superiore di Jung-rok. In passato era un investigatore a cui era stato assegnato il caso di un incendio che ha creato vittime, e che continua a disturbarlo.
- Yoon Tae-ha, interpretato da Jeong Seok-yong[6].
Padre di Jae-in, ritenuto il colpevole dell'incendio di cui si era occupato Eun Byung-ho. È diventato responsabile della sicurezza di un condominio dopo essere stato un pompiere.
- Lee Jung-rok, interpretato da Lee Jong-hyuk[6].
Padre di Ahn. Poliziotto zelante, fiero di suo figlio. Morto nell'incendio dell'appartamento dove viveva.
- Kang Eun-ju, interpretata da Jeon Mi-seon[6].
Madre di Seong-mo.
- Kang Eun-taek, interpretato da Lee Seung-joon.